# Unione Civica (Lettonia)
L'Unione Civica (in lettone: Pilsoniskā Savienība - PS) è stato un partito politico di ispirazione conservatrice attivo in Lettonia dal 2008 al 2011.
Insieme ad altri soggetti politici ha costituito un nuovo soggetto politico denominato Unità.